# Palacio de Xifré
El palacio de Xifré fue un palacio madrileño que estuvo en el paseo del Prado, esquina a la calle de Lope de Vega, frente al Museo del Prado. Representante de la  arquitectura neomudéjar madrileña, fue uno de los palacios que la élite financiera española de la segunda mitad del siglo XIX hizo construir a lo largo de los paseos del Prado, Recoletos y la Castellana. Parte del inmueble fue trasladada a una finca en la provincia de Segovia tras su demolición.

## Historia
El dueño y promotor del palacio fue el financiero José Xifré Downing, hijo de José Xifré Casas, un industrial catalán que había hecho su fortuna en Cuba. Xifré encargó un palacio dentro de la corriente orientalista, derivada del romanticismo, que imperaba en la época entre las clases acomodadas del continente.
Xifré Downing tomó la decisión de construir un palacio «árabe» a mediados de la década de 1850. En esa época, alternaba temporadas en París, Barcelona y Madrid. En 1855, por sugerencia de Prosper Mérimée, Xifré encargó el proyecto a Émile Boeswillwald, arquitecto francés del círculo de Viollet-le-Duc ya muy conocido como restaurador de monumentos medievales franceses, que poco después sería nombrado inspector general de Monumentos Históricos. En 1857, el financiero compró nueve solares situados entre la calle de Lope de Vega y Trajineros (actual Paseo del Prado) al duque de Medinaceli. En la zona se habían comenzado a instalar miembros de las élites madrileñas. Las obras constructivas discurrieron entre 1858 y 1862.
El cronista Mariano Rodríguez de Rivas relató una curiosa anécdota: «Después de tantos estudios directos sobre la arquitectura árabe y tanta probidad en los detalles, el marqués de la Vega de Armijo felicitó así al Sr. Xifré: «Ha tenido usted una idea original, le ha quedado precioso su palacio chino». Según Fernández de los Ríos era una «joya más linda que cómoda». A finales del siglo XIX el palacio se convirtió en legación de México siendo su propietario el embajador Manuel de Yturbe y del Villar. 
Posteriormente estuvo deshabitado unos años siendo utilizado para almacén y venta de muebles, hasta que fue adquirido por el duque del Infantado como residencia propia. Desapareció bajo la piqueta a finales de 1950, levantándose en su lugar el edificio de la Delegación Nacional de Sindicatos (hoy Ministerio de Sanidad, Servicios Sociales e Igualdad).

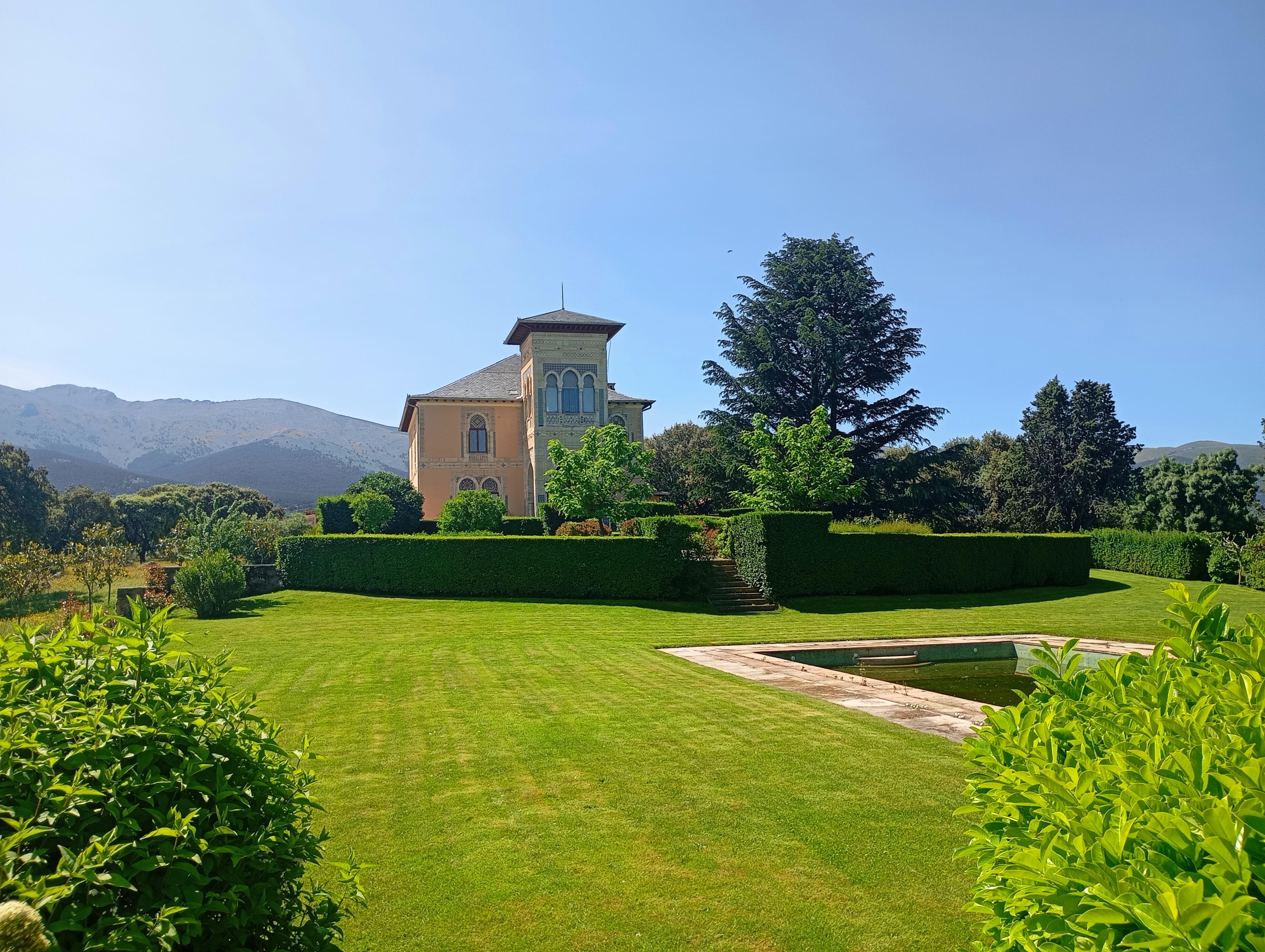
Inmueble en la provincia de Segovia con restos del palacio

Pese a la demolición del inmueble, un particular adquirió parte de los escombros, que fueron trasladados a la finca Lindaraja, situada en el municipio segoviano de Navas de Riofrío. Allí se usaron estas partes del antiguo palacio en un nuevo edificio, como fachada y torre.